# William Turner Thiselton-Dyer
Pour les articles homonymes, voir William Turner et Turner.
 (février 2019).
Si vous disposez d'ouvrages ou d'articles de référence ou si vous connaissez des sites web de qualité traitant du thème abordé ici, merci de compléter l'article en donnant les références utiles à sa vérifiabilité et en les liant à la section « Notes et références ».
William Turner Thiselton-Dyer est un botaniste britannique, né le 28 juillet 1843 à Westminster et mort le 23 décembre 1928 à Whitcombe dans le Dorset.

## Biographie
Il est le fils de William George Thiselton-Dyer et de Catherine Jane née Firminger. Il fait ses études au King's College de Londres de 1861 à 1863 puis au Christ Church d’Oxford de 1863 à 1865 où il obtient son Bachelor of Sciences, son Master of Arts, son Doctorat of Laws, son Doctorat of Sciences et son Ph. D.
Il se marie avec Harriet Anne Hooker en 1877, fille de Sir Joseph Dalton Hooker (1817-1911), directeur des Jardins botaniques royaux de Kew. Il enseigne l’histoire naturelle à l’école royale d’agriculture de Cirencester à partir de 1868, puis la botanique au Royal College de Dublin de 1877 à 1872, à l’école royale d’horticulture de Kensington Sud de 1872 à 1875.
Thiselton-Dyer devient l’assistant du directeur des Jardins botaniques royaux de Kew en 1875, directeur en 1885, fonction qu’il conserve jusqu’à sa retraite en 1905. Il fonde le bulletin des Jardins en 1887.
Membre de diverses sociétés savantes, notamment de la Royal Society (dont il est vice-président en 1896-1897). Il est notamment l’auteur de Flora of Middlesex (1869) avec Henry Trimen (1843-1896) et supervise l’édition de How Crops are Crown et traduit avec Alfred William Bennett (1833-1902) l’ouvrage de Julius von Sachs (1832-1897), Lehrbuch der botanik en 1875. Il publie également :
- Essays on the endowment of research (1876);
- Biologia centrali-americana: or, Contributions to the knowledge of the fauna and flora of Mexico and Central America (1879 à 1888) ;
- avec William Henry Harvey (1811-1866) Flora Capensis (1896 à 1925 ;
- Icones Plantarum (1896 à 1906) ;
- Flora of Tropical Africa (1897 à 1913) ;
- et avec Robert Allen Rolfe (1855-1921) Orchidaceae in flora of tropical Africa (1898).

Il contribue aux noms de plantes au lexique grec-anglais réalisé par Henry Liddell (1811-1898) et Robert Scott (1811-1877) à d’autres ouvrages sur le grec et le latin.